# Staglieno (famiglia)
Staglieno è un'antica famiglia genovese, cui compete il titolo di patrizio genovese e, in linea maschile primogenita, quello di marchese.

## Storia
Secondo ricostruzioni erudite seicentesche, basata su centinaia di atti notarili presenti nell'Archivio di Stato in Genova, l'origine della famiglia risulta legata alla località di Staglieno e secondo lo storico ottocentesco Giovanni Battista Spotorno ne sarebbe stato capostipite il giudice Gaio Elio Staleno, citato da Marco Tullio Cicerone nel 66 a.C., che deriverebbe il suo cognomen dal toponimo di Stalia (Σταλìα). La famiglia compare in atti notarili e documenti dell'Archivio di Stato di Genova a partire dal XIII secolo, nelle forme "Stalena", "Stajana", "Staliano", "Staliana", "Stalliana" e "Stagliana" o, in vernacolo, "Staggen".
Secondo lo storico cinquecentesco Giovanni Cibo Recco, intorno al 1380 membri della famiglia Staglieno, come risulta da atti notarili presenti anche nell'Archivio di Stato in Genova, operarono commercialmente a Diano Marina  e a Sarzana. Da qui, assieme a membri della toscana famiglia dei Buonaparte si recarono in Corsica, a Bastia  e ad Ajaccio, dove risultano attivi anche nel XVI secolo) Nel XV secolo negli elenchi dei lanaioli figura un Bartolomeo Staglieno e, nel 1416, un Ampelio/Ampegli era maestro d'ascia e costruttore di bastimenti.
Nel 1528, anno della fondazione da parte di Andrea Doria della repubblica aristocratica, un David Staglieno/Staiano venne iscritto nel Liber aurus nobilitatis Januae, e  già risultava iscritto all'"albergo" nobiliare "Pinelli". Con il nome «David Pinello olim Staglieno» venne sepolto a Genova nella chiesa della Consolazione.

## Altri membri notabili della famiglia
- Francesco, nel 1641 comandante di bastimenti a Bastia e Ajaccio in Corsica.
- Camillo Maurizio, nel 1667-1678 capitano di Rapallo.
- Filippo, nel 1713 comandante di tre navi contro i barbareschi;
- Carlo, nel 1782 capitano di  Sestri Ponente e nel 1790 di Ventimiglia; nel 1777 aveva contribuito all'opera di spegnimento dell'incendio del Palazzo ducale[11]
- Agostino, nel 1800 generale comandante delle truppe genovesi accanto al generale francese Andrea Massena durante l'assedio degli austriaci contro Genova.
- Carlo Luigi Sebastiano, naturalizzato francese nel 1801, colonnello sotto Napoleone[12], ferito in Spagna, Austria e Russia, e poi, nel 1815, vicino a re Luigi XVIII e da questi nominato barone di Francia nel 1816, morto nel 1819 a Calais dov'è sepolto sotto un monumento dedicatogli dai suoi commilitoni[13].Qq
- Marcello, presidente della corte dei conti del Regno di Sardegna a Torino (1811-1828 e senatore del Regno  di Piemonte e  Sardegna
- Domenico, generale del genio piemontese durante la guerra di Crimea nel 1854, quindi incaricato della costruzione delle strade tra il passo del Bracco e Bonassola, Deiva Marina e Levanto; gli è stata dedicata una piazza a Levanto.
- Paolo Francesco, comandante del forte di Bard e amico di Cavour, generale del re Carlo Alberto; condusse nel castello di Verduno i primi esperimenti nella vinificazione e nella produzione del barolo; fu rieletto  deputato, nella circoscrizione di Levanto, al Parlamento subalpino nel 1848.
- Marcello Staglieno (1829–1909), storico.
- Gregorio, colonnello comandante del Savoia Cavalleria nel 1929.
- Marcello Staglieno (Genova, 1938), giornalista, scrittore e politico.

## Arma
- Linea di Marcello Staglieno: d'azzurro al leone rampante d'oro[14].
- Linea di Carlo Fabrizio Staglieno: d'azzurro al leone coronato d'oro[15][16].